# Szymon Starowolski
Szymon Starowolski, född 1588 i Polesien, död 1656 i Kraków, var en polsk historiker.
Starowolski företog med furstarna Konstantin och Jan Ostrožskij en längre studieresa i västra Europa och blev därefter sekreterare hos kronhetmanen Jan Karol Chodkiewicz. Resultat av en ny studieresa blev hans biografiska verk Žyciorysy slawnych i uczonych Polaków (Levnadsteckningar av berömda och lärda polacker; 1624). År 1639 blev han prästvigd och 1654 domherre i Kraków.
Starowolski anses som 1600-talets främste historiker i Polen och var mycket produktiv. I handskrift bevaras (i Lembergs Ossolinskiska bibliotek) hans skildring av Karl X Gustavs polska krig 1655.